# Dominio Ig

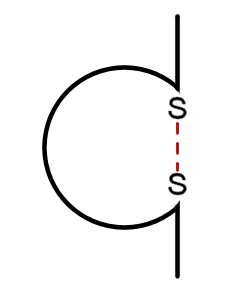
Schema della struttura lineare di un dominio Ig: in rosso il ponte disolfuro.

Un dominio Ig, o dominio immunoglobulinico, è una particolare struttura globulare comune a moltissime proteine recettoriali dell'organismo umano. Tutte le proteine che hanno nella loro struttura uno o più domini Ig vengono considerate come appartenenti alla superfamiglia delle immunoglobuline.
Un dominio Ig è una struttura ripiegata formata da circa 110 amminoacidi, i cui estremi sono stabilizzati da un ponte disolfuro di circa 55-75 amminoacidi e vanno a costituire il cosiddetto "ripiegamento anticorpale". La sua struttura terziaria è composta da due foglietti β, ognuno dei quali è costituito a sua volta da 3-5 "nastri" β ad andamento antiparallelo di 5-10 amminoacidi ciascuno. Questa struttura, cosiddetta "a sandwich", è mantenuta compatta dalla presenza, sui due beta foglietti, di amminoacidi idrofili rivolti verso l'esterno associati ad amminoacidi idrofobici rivolti verso l'interno: questi ultimi cementano la struttura e sono quindi altamente conservati, cioè vengono mantenuti in tutti i differenti tipi di domini Ig.
I domini Ig sono comuni a diversi tipi di molecole, ma dal momento che sono maggiormente rappresentati appunto nelle immunoglobuline si classificano a seconda della somiglianza con i domini della regione variabile (domini Ig di tipo V, con 5 nastri β) o della regione costante (domini Ig di tipo C, con 3 nastri β) degli anticorpi. Esiste inoltre un terzo tipo di dominio Ig, il tipo C2 o H, che presenta 3 nastri β ma ha analogie strutturali sia con i domini C sia con quelli V.
Le principali molecole che presentano almeno un dominio Ig nella loro struttura sono:
- Immunoglobuline: un dominio V e un dominio C nella loro catena leggera, e un dominio V e tre/quattro domini C nella loro catena pesante.
- Recettore delle cellule T o TCR: quattro domini Ig, di cui due di tipo V e due di tipo C (uno per la catena α/δ e uno per la catena β/γ).
- MHC di classe I: un dominio di tipo C nella sua catena α e un dominio Ig che costituisce l'intera β2-microglobulina.
- MHC di classe II: un dominio C nella catena α e uno nella catena β
- CD2: due domini Ig, uno di tipo V e uno di tipo H
- CD3: un solo dominio Ig di tipo H
- CD4: quattro domini Ig, due di tipo V alternati a due di tipo H
- CD8: un dominio V nella catena α e uno identico nella catena β
- CD28 e CTLA-4: un dominio V per ognuna delle loro due catene
- B7-1/2: un dominio V e un dominio H
- FcγRII (recettore di tipo II per la porzione Fc delle IgG): due domini H
- Molecole di adesione: ICAM-1 (cinque domini H), ICAM-2 (due domini H) e VCAM-1 (sette domini H)
- IL-1R (recettore per IL-1) di tipo 1: tre domini H
- PDGFR (recettore per il PDGF): 5 domini H